# 千明武久
千明 武久（ちぎら たけひさ、1917年（大正6年）4月15日 - 1944年（昭和19年）9月16日）は、日本の陸軍軍人。最終階級は陸軍少佐。ペリリューの戦いにおける千明大隊の奮戦で知られる。

## 経歴
群馬県利根郡片品村鎌田に近衛騎兵少尉、千明林蔵の次男として生まれる。旧制沼田中学校を経て、1935年（昭和10年）4月、陸軍士官学校に第53期生として入校。剣道の達人であり、在学中天覧試合にも出場した。1940年（昭和15年）3月の士官学校卒業と同時に歩兵第15連隊付中隊長教育主任に任官。1944年（昭和19年）2月、満州国チチハルより南方へ出陣、同連隊第3大隊長としてペリリュー島の守備に就いていた歩兵第2連隊に分遣され同島南部「高崎湾」近くに布陣する。「アンパン」と呼ばれる地雷を抱いて敵戦車下に潜り込んで自爆する戦法などで相手を一時大混乱に陥れるも同年9月16日未明、大隊本部戦闘指揮所で敵弾を受けて戦死。満27歳没。大隊は指揮官を失った後も反撃を続けたが、同月18日までに750人全員が玉砕した。